# Río Corintos
Río Corintos är ett vattendrag i Argentina.   Det ligger i provinsen Chubut, i den sydvästra delen av landet, 1 500 km sydväst om huvudstaden Buenos Aires.
I omgivningarna runt Río Corintos växer i huvudsak blandskog. Runt Río Corintos är det mycket glesbefolkat, med 4 invånare per kvadratkilometer.